# Cirex
 (novembre 2014).
 (février 2021).
Cirex est un projet musical aux influences heavy metal et dubstep,,, fondé et actuellement[Quand ?] dirigé par Eric Ortiz, un compositeur portoricain. Sa musique expérimentale avec des fusions de metal ont marqué son style comme les mathématiques metal qui conduisent à « un mélange de metal progressif avec connectique industrielle. »

## Biographie
Formé en 2005, comme projet parallèle à un autre groupe, il décide finalement de changer son vrai nom en Cirex (ce qui signifie « Eric » de droite à gauche avec un X à la fin, symbole de la croix chrétienne). En 2009, il sort son premier album The Lab (laboratoire), avec la plupart des pistes instrumentales, interprétées, enregistrées, et produites sous sa direction et avec les conseils de Wil Martin, membre du groupe américain Earshot.
La musique de Cirex apparaît dans The Horror Vault 1, filmé au Danemark, et une petite partie dans le film Taken. En 2012, Cirex fait paraître un album intitulé Nietzsche Is Dead en coopération avec Eduardo Paniagua à la batterie, reconnu par son groupe Puya. Cirex joue sur la scène du festival événementiel Latin Rock Awards à Porto Rico, avec Puya et Vivanativa entre autres,.
En février 2014, Cirex enregistre et publie en ligne deux singles, Cromosomas,, et Outernet avec Eduardo Paniagua à la batterie, disponible en téléchargement gratuit. En août 2014, Cirex fait paraître un EP intitulé Camera Obscura,.

## Discographie
- 2009 : The Lab
- 2012 : Nietzsche is Dead
- 2014 : Camera Obscura
- 2015 : Trialism[19],[20]
- 2015 : Cosmology[21].